# 르노 트럭 D
르노 트럭 D(영어: Renault Trucks D)는 프랑스의 르노 트럭 사가 생산하는 대형 트럭이다. 2013년부터 생산된 트럭으로 르노 미드럼의 후속으로 출시되었다.